# Helmut Hirsch
Helmut Hirsch (27. ledna 1916 Stuttgart, Německé císařství – 4. června 1937 Berlín, Třetí Říše) byl německý žid, odsouzený k smrti a popravený kvůli údajnému spiknutí proti Německé říši. Ačkoli se ke spiknutí nikdy nepřiznal, antisemitský deník Der Stürmer si vymyslel jiné, a na Hirsche poukazoval jako „na prohnilého Žida, který chtěl zabít vůdce“.

## Život
Helmut Hirsch se narodil ve Stuttgartu jako starší syn židovských rodičů. Po nástupu nacismu odešli roku 1935 do Prahy, hlavního města Československa. Krátce poté se zde seznámil s Černou frontou a jejím vůdcem Otto Strasserem, Hitlerovým velkým nepřítelem. Hirsch začal v Praze navštěvovat střední školu.
Hirschovým přítelem byla Strasserova pravá ruka, Heinrich Grunov, který užíval pseudonym Dr. Beer. Začal vymýšlet spiknutí s cílem zabít Adolfa Hitlera. Podle plánu měl Hirsch umístit dva kufry obsahující výbušniny v jednom nebo dvou místech v Norimberku. Navrhované cíle byly nacistické stranické velitelství nebo tiskárna listu Der Stürmer.
Grunov obstaral Hirschovi obousměrný lístek na vlak z Prahy do Stuttgartu, ale vystoupit měl v Norimberku. 20. prosince 1936 odjel Hirsch do Norimberku a ubytoval se v hotelu Pelikan, druhý den však byl zatčen gestapem.
Hirsch byl vyslýchán nejprve ve Stuttgartu, poté v Berlíně-Plötzensee. Byl obviněn z velezrady a přípravy atentátu na Hitlera, jenže v době svého zatčení již žádné bomby u sebe neměl. Nakonec byl odsouzen k trestu smrti a 4. června 1937 popraven.

## Dokument
V roce 1997 byl v koprodukci Bavorské televize (Bay. Rundfunk) a České televize natočen dvoudílný dokumentární film Das kurze Leben des Helmut Hirsch (O krátkém životě Helmuta Hirsche), uvedený na ČT 1 a v repríze na ČT 2 v srpnu 1997. Film se opírá o důkladné rešerše a je také autorskou úvahou o příběhu a osudu H. H. Scénář a režie Meir Lubor Dohnal, kamera Ivan Marek. V seznamu titulů ČT titul chybí, ačkoliv byl hodnocen v tisku (MF DNES, Literární noviny atd.) V článku uvedená fakta jsou doložena autentickým a zasvěceným materiálem.